# Polyxenus caudatus
Polyxenus caudatus är en mångfotingart som beskrevs av Menge 1854. Polyxenus caudatus ingår i släktet Polyxenus och familjen penseldubbelfotingar. Inga underarter finns listade i Catalogue of Life.